# 伊利昂 (紐約州)
伊利昂（英語：Ilion）是位於美國紐約州赫基默縣的村。

## 人口
根據2020年美國人口普查的數據，伊利昂的面積為6.61平方千米，當中陸地面積為6.46平方千米，而水域面積為0.15平方千米。當地共有人口7646人，而人口密度為每平方千米1,157人。